# NGC 4208
NGC 4208 (другие обозначения — NGC 4212, IRAS12130+1411, UGC 7275, ZWG 69.110, MCG 2-31-70, VCC 157, PGC 39224) — спиральная галактика (Sc) в созвездии Волос Вероники. Открыта Уильямом Гершелем в 1784 году.
Галактика имеет двойной рентгеновский источник в центре с двумя компонентами, разделёнными расстоянием в 240 пк. По всей видимости, это чёрная дыра промежуточной массы, около 6⋅105 M⊙.
Этот объект занесён в Новый общий каталог дважды, с обозначениями NGC 4208 и NGC 4212. Гершель по ошибке оставил две записи о данном объекте в своём каталоге, и эта ошибка сохранилась и в Новом общем каталоге.